# 史庄乡
史庄乡，是中华人民共和国山西省大同市灵丘县下辖的一个乡镇级行政单位。2021年4月，撤销史庄乡，整建制并入武灵镇。

## 行政区划
史庄乡下辖以下地区：
史庄村、上梭村、下梭村、王湾村、董台村、兴旺庄村、韩坪村、甄村、东玄风村、黑寺村、西口头村、盘道沟村和石瓮村。